# Bernardo Vasconcelos
Pour les articles homonymes, voir Vasconcelos.
Bernardo Vasconcelos, de son nom complet Bernardo Lino Castro Paes Vasconcelos, né le 10 juin 1979 à Lisbonne, est un footballeur portugais, qui évoluait au poste d’avant-centre.

## Biographie
Né à Lisbonne, Vasconcelos évolue dans trois clubs au début de sa carrière, dont l'équipe réserve du Benfica. Lors de la saison 2002-2003, il contribue à la remontée du FC Alverca en Primeira Liga après une année d'absence, inscrivant un but en disputant moins de la moitié des matchs de championnat,.
En janvier 2004, après de bonnes performances avec le SCU Torreense en troisième division, Vasconcelos rejoint les Pays-Bas et signe au RKC Waalwijk en Eredivisie, où il inscrit quatre buts et aide le club du Brabant-Septentrional à se maintenir dans l'élite à l'issue de la saison 2003-2004. Il retourne ensuite au Portugal sous les couleurs de l’UD Leiria, pour ce qui sera sa seule expérience en première division portugaise – il n’y dispute cependant que deux rencontres (36 minutes au total), avant de revenir dans son ancien club lors du mercato hivernal suivant,.
Vasconcelos quitte le RKC à l’été 2005, puis évolue pendant une saison au GD Estoril-Praia, au Portugal. Il poursuit ensuite sa carrière à Chypre, où il rejoint l’APOP Kinyras et se montre particulièrement efficace en deuxième division. Lors de sa première saison en première division, la saison 2007-2008, il inscrit 12 buts en 26 matchs, partagés entre l’APOP et l’AC Omonia,.
Il revient à l’APOP pour la saison 2008-2009 et contribue à la victoire en Coupe de Chypre en marquant en demi-finale face à l’APOEL Nicosie. Il quitte ensuite le club mais reste dans le district de Paphos, en s’engageant avec l’AE Paphos,.
À l’intersaison 2010, Vasconcelos tente une nouvelle expérience à l’étranger et signe en Israël avec l’Hapoël Beer-Sheva. Il retourne néanmoins à l’AEP Paphos en janvier de l’année suivante, où il inscrit sept buts en seulement 14 apparitions. Malgré ses performances, le club est relégué à l’issue de la saison 2010-2011,.
En juin 2011, il rejoint l’Alki Larnaca FC. Lors de sa deuxième saison avec le club, il termine meilleur buteur du championnat avec 18 buts, bien que l’équipe ne termine qu’à la neuvième place du classement,.
Après un passage en Pologne au Zawisza Bydgoszcz, Vasconcelos retourne à Chypre fin 2014 et s’engage pour un an et demi avec le Doxa Katokopias,.

## Palmarès
APOP Kinyras
- Coupe de Chypre :
  - Vainqueur :  2008-09

 Zawisza Bydgoszcz
- Coupe de Pologne :
  - Vainqueur :  2013-14

- Supercoupe de Pologne :
  - Vainqueur :  2014